# Pycnopogon apicalis
Pycnopogon apicalis là một loài ruồi trong họ Asilidae. Pycnopogon apicalis được Matsumura miêu tả năm 1916. Loài này phân bố ở vùng Cổ Bắc giới và châu Á.